# Антъни Фиала
Антъни Фиала (на английски: Anthony Fiala) е американски изследовател на Арктика.

## Ранни години (1869 – 1901)
Роден е на 19 септември 1869 година в Джърси сити в щата Ню Джърси, САЩ. Завършва Националната академия по дизайн в Ню Йорк и в началото на трудовото си поприще се занимава с различни дейности – литографски дизайн, химия, карикатура, ръководи отдел гравьори и изкуствоведи (1894 – 1899). Работи като военен кореспондент и участва в Испано-американската война през 1899.

## Експедиционна дейност (1901 – 1914)
През 1901 и 1902 участва в полярната експедиция на американския капиталист Уилям Циглер като фотограф.
През 1903 отново участва в полярна експедиция на Циглер, но вече като неин ръководител. Експедицията потегля на 14 юни 1903 на борда на кораба „Америка“ от Тромсьо, Норвегия. Зимуват в залива Теплиц на остров Рудолф в архипелага Земя на Франц Йосиф. През декември 1903 екипажът се прехвърля на брега на залива, тъй като параходът е силно повреден от натиска на ледовете и в края на януари 1904 потъва. Чак през лятото на 1905 американците са спасени от норвежки кораб, след като провеждат и второ зимуване.
По време на двугодишното си пребиваване на архипелага Фиала и неговите научни сътрудници изследват лабиринта от острови между 52° и 59° и.д., откриват редица нови острови, в т.ч. – Циглер (80°58′ с. ш. 57°25′ и. д. / 80.966667° с. ш. 57.416667° и. д., 448 км2), Грили (81°00′ с. ш. 58°18′ и. д. / 81° с. ш. 58.3° и. д., 149 км2), Чамп (80°40′ с. ш. 56°14′ и. д. / 80.666667° с. ш. 56.233333° и. д., 374 км2) и Хейс (80°34′ с. ш. 57°42′ и. д. / 80.566667° с. ш. 57.7° и. д.) и коригират очертанията на множество по-рано открити.
През 1914 участва в американска експедиция в Бразилия.